# Teen Choice Awards 2011
Die zwölfte Teen Choice Award Verleihung wurde am 7. August 2011 abgehalten und von der US-amerikanischen Schauspielerin Kaley Cuoco moderiert. Die Sendung wurde zum ersten Mal live vom US-amerikanischen Sender FOX ausgestrahlt. Die Awards werden in mehrere Bereiche aufgeteilt, darunter „Music“, „TV“ und „Movie“.

## Auftritte
- Selena Gomez & the Scene – „Love You Like A Love Song“
- Jason Derulo – „Don’t Wanna Go Home“
- OneRepublic – „Good Life“
- Ashton Kutcher – „Teenage Dream“ (Katy Perry Cover)

Quelle:

## Awards (Auswahl)
Die Gewinner sind Fett angegeben.

### Music
| Choice Music: Male Artist - Justin Bieber - Jason Derulo - CeeLo Green - Enrique Iglesias - Bruno Mars Choice Music: Female Artist - Taylor Swift - Adele - Lady Gaga - Katy Perry - Rihanna Choice Music: Group - Selena Gomez & the Scene - The Black Eyed Peas - Far East Movement - „Glee“ Cast - The Script Choice Music: R&B/Hip-Hop Artist - Eminem - Lupe Fiasco - Nicki Minaj - Pitbull - Kanye West Choice Music: Rock Group - Paramore - 30 Seconds to Mars - Foo Fighters - Linkin Park - OneRepublic Choice Music: Rock Track - Paramore − „Monster“ - Foo Fighters − „Rope“ - Linkin Park – „Waiting for the End“ - My Chemical Romance – „Sing“ - OneRepublic – „Good Life“ Choice Music: R&B/Hip-Hop Track - Beyoncé – „Run the World (Girls)“ - The Black Eyed Peas – „Just Can’t Get Enough“ - Jason Derulo – „Don’t Wanna Go Home“ - Dr. Dre featuring Eminem und Skylar Grey – „I Need a Doctor“ - Kanye West featuring Rihanna und Kid Cudi – „All of the Lights“ | Choice Music: Single - Selena Gomez & the Scene – „Who Says“ - The Black Eyed Peas – „The Time (Dirty Bit)“ - Lady Gaga − „Born This Way“ - Katy Perry – „Firework“ - Pitbull featuring Ne-Yo – „Give Me Everything“ Choice Music: Male Country Artist - Keith Urban - Jason Aldean - Luke Bryan - Brad Paisley - Blake Shelton Choice Music: Female Country Artist - Taylor Swift - Miranda Lambert - Jennette McCurdy - Kellie Pickler - Carrie Underwood Choice Music: Country Single - Taylor Swift – „Mean“ - The Band Perry – „If I Die Young“ - Luke Bryan – „Country Girl (Shake It for Me)“ - Lady Antebellum – „Just a Kiss“ - Blake Shelton – „Honey Bee“ Choice Music: Country Group - Lady Antebellum - The Band Perry - Rascal Flatts - Steel Magnolia - Little Big Town Choice Music: Love Song - Selena Gomez – „Love You Like a Love Song“ - Allstar Weekend – „Come Down with Love“ - Bruno Mars – „Just the Way You Are“ - Katy Perry – „Teenage Dream“ - Taylor Swift – „Mine“ Choice Break-Up Song - Taylor Swift – „Back to December“ - Adele – „Rolling in the Deep“ - CeeLo Green – „Forget You“ - Joe Jonas – „See No More“ - Bruno Mars – „Grenade“ |

### TV
| Choice TV Show: Drama - Gossip Girl - Bones - House - Make It or Break It - The Secret Life of the American Teenager Choice TV Actor: Drama - Chace Crawford, Gossip Girl - Penn Badgley, Gossip Girl - David Boreanaz, Bones - Daren Kagasoff, The Secret Life of the American Teenager - Hugh Laurie, House Choice TV Actress: Drama - Blake Lively, Gossip Girl - Emily Deschanel, Bones - Josie Loren, Make It or Break It - Olivia Wilde, House - Shailene Woodley, The Secret Life of the American Teenager Choice TV Show: Fantasy/Sci-Fi - The Vampire Diaries - Fringe - Smallville - Supernatural - Teen Wolf Choice TV Actor: Sci-Fi/Fantasy - Ian Somerhalder, The Vampire Diaries - Joshua Jackson, Fringe - Jared Padalecki, Supernatural - Tom Welling, Smallville - Paul Wesley, The Vampire Diaries Choice TV Actress: Sci-Fi/Fantasy - Nina Dobrev, The Vampire Diaries - Erica Durance, Smallville - Anna Paquin, True Blood - Crystal Reed, Teen Wolf - Anna Torv, Fringe Choice TV Show: Action - NCIS: Los Angeles - Burn Notice - Chuck - Hawaii Five-O - Nikita | Choice TV Actor: Action - Shane West, Nikita - Jeffrey Donovan, Burn Notice - Daniel Dae Kim, Hawaii Five-O - Zachary Levi, Chuck - LL Cool J, NCIS: Los Angeles Choice TV Actress: Action - Linda Hunt, NCIS: Los Angeles - Lyndsy Fonseca, Nikita - Grace Park, Hawaii Five-O - Maggie Q, Nikita - Yvonne Strahovski, Chuck Choice TV Show: Comedy - Glee - The Big Bang Theory - iCarly - Modern Family - Die Zauberer vom Waverly Place Choice TV Actor: Comedy - Cory Monteith, Glee - Ty Burrell, Modern Family - Steve Carell, The Office - John Krasinski, The Office - Jim Parsons, The Big Bang Theory Choice TV Actress: Comedy - Selena Gomez, Die Zauberer vom Waverly Place - Miley Cyrus, Hannah Montana - Miranda Cosgrove, iCarly - Kaley Cuoco, The Big Bang Theory - Demi Lovato, Sonny Monroe Choice TV: Animated Show - The Simpsons - American Dad - Bob's Burgers - The Cleveland Show - Family Guy Choice TV: Personality - Jennifer Lopez, American Idol - Christina Aguilera, The Voice - Tyra Banks, America’s Next Top Model - Adam Levine, The Voice - Ryan Seacrest, American Idol | Choice TV: Reality Competition Show - American Idol - America’s Best Dance Crew - So You Think You Can Dance - The Voice - WipeOut – Heul nicht, lauf! Choice TV: Reality Show - Jersey Shore - Khloe & Lamar - Kourtney & Kim Take New York - The Real World: Las Vegas - Secret Millionaire Choice TV: Male Reality/Variety Star - Paul „Pauly D“ Del Vecchio, Jersey Shore - Rob Dyrdek, Fantasy Factory - Lamar Odom, Khloe & Lamar - Mike „The Situation“ Sorrentino, Jersey Shore - Brad Womack, The Bachelor Choice TV: Female Reality/Variety Star - The Kardashians, Keeping Up with the Kardashians - Laurieann Gibson, The Dance Scene - Chelsea Handler, After Lately - Audrina Patridge, Audrina - Nicole „Snooki“ Polizzi, Jersey Shore Choice TV: Villain - Justin Bieber, CSI: Den Tätern auf der Spur - Jane Lynch, Glee - Seth MacFarlane (as Stewie Griffin), Family Guy - Joseph Morgan, The Vampire Diaries - Ed Westwick, Gossip Girl Choice TV: Female Scene Stealer - Katerina Graham, The Vampire Diaries - Dianna Agron, Glee - Jennette McCurdy, iCarly - Amber Riley, Glee - Sofia Vergara, Modern Family Choice TV: Male Scene Stealer - Michael Trevino, The Vampire Diaries - Chris Colfer, Glee - Rico Rodriguez, Modern Family - Mark Salling, Glee - Eric Stonestreet, Modern Family |

### Movie
| Choice Movies: Action - Fast Five - Scott Pilgrim gegen den Rest der Welt - Unstoppable - Faster - The Tourist Choice Movie Actor: Action - Johnny Depp – The Tourist - Dwayne Johnson – Fast Five, Faster - Paul Walker – Fast Five - Vin Diesel – Fast Five - Michael Cera – Scott Pilgrim VS. The World Choice Movie Actress: Action - Angelina Jolie – The Tourist - Carla Gugino – Faster - Jordana Brewster – Fast Five - Rosario Dawson – Unstoppable - Mary Elizabeth Winstead – Scott Pilgrim VS. The World Choice Movies: Comedy - Bad Teacher - Little Fockers - Due Date - Bridesmaids - The Other Guys Choice Movie Actor: Comedy - Justin Timberlake – Bad Teacher - Ed Helms – Hangover 2 - Russell Brand – Arthur - Will Ferrell – The Other Guys - Zach Galifianakis – The Hangover 2, Due Date Choice Movie Actress: Comedy - Cameron Diaz – Bad Teacher - Kristen Wiig – Bridesmaids - Anna Faris – Take Me Home Tonight - Eva Mendes – The Other Guys - Maya Rudolph – Bridesmaids Choice Movie: Drama - Black Swan - Wasser für die Elefanten - The Roommate - Limitless - Soul Surfer Choice Movie Actor: Drama - Robert Pattinson – Wasser für die Elefanten - Bradley Cooper – Limitless - Cam Gigandet – The Roommate - Jesse Eisenberg – The Social Network - Shia LaBeouf – Wall Street 2: Money Never Sleeps | Choice Movie Actress: Drama - Natalie Portman – Black Swan - Reese Witherspoon – Wasser für die Elefanten - Minka Kelly – The Roommate - AnnaSophia Robb – Soul Surfer - Leighton Meester – Country Strong Choice Movie: Romantic Comedy - Easy A - Freundschaft Plus - Meine erfundene Frau - Life As We Know It - Something Borrowed Choice Movie Actor: Romantic Comedy - Ashton Kutcher – No Strings Attached - Adam Sandler – Just Go With It - Penn Badgley – Easy A - Josh Duhamel – Life As We Know It - John Krasinski – Something Borrowed Choice Movie Actress: Romantic Comedy - Emma Stone – Easy A - Natalie Portman – No Strings Attached - Jennifer Aniston – Just Go With It - Ginnifer Goodwin – Something Borrowed - Emma Roberts – The Art Of Getting By Choice Movie: Sci-Fi/Fantasy - Harry Potter und die Heiligtümer des Todes – Teil 1 - Super 8 - X-Men: Erste Entscheidung - Eclipse – Bis(s) zum Abendrot - Pirates of the Caribbean – Fremde Gezeiten Choice Movie Actor: Sci Fi/Fantasy - Taylor Lautner – The Twilight Saga: Eclipse - Robert Pattinson – The Twilight Saga: Eclipse - Ryan Reynolds – Green Lantern - Daniel Radcliffe – Harry Potter und die Heiligtümer des Todes: Teil 1 - Johnny Depp – Pirates of the Caribbean: Fremde Gezeiten Choice Movie Actress: Sci Fi/Fantasy - Emma Watson – Harry Potter und die Heiligtümer des Todes: Teil 1 - Penélope Cruz – Pirates of the Caribbean: Fremde Gezeiten - Kristen Stewart – The Twilight Saga: Eclipse - Blake Lively – Green Lantern - Elle Fanning – Super 8 Choice Movie: Horror - Paranormal Activity 2 - Piranha 3D - Let Me In - Saw 3D – Vollendung - Scream 4 | Choice Movie Villain - Tom Felton – Harry Potter und die Heiligtümer des Todes - Bryce Dallas Howard – The Twilight Saga: Eclipse - Leighton Meester – The Roommate - Ian McShane – Pirates of the Caribbean: Fremde Gezeiten - Kevin Bacon – X-Men: First Class Choice Animated Movie Voice - Johnny Depp – Rango - Zachary Levi – Tangled - Justin Timberlake – Yogi Bear - Anne Hathaway – Rio - Jack Black – Kung Fu Panda 2 Choice Movie: Scene Stealer Male - Kellan Lutz – The Twilight Saga: Eclipse - Ken Jeong – The Hangover 2 - Justin Timberlake – The Social Network - Andrew Garfield – The Social Network - Riley Griffiths – Super 8 Choice Movie: Scene Stealer Female - Ashley Greene – The Twilight Saga: Eclipse - Mila Kunis – Black Swan - Melissa McCarthy – Bridesmaids - Alyson Michalka – The Roommate, Easy A - Crystal the Monkey – The Hangover 2 Choice Movie Hissy Fit - Ed Helms – The Hangover 2 - Kristin Wiig – Bridesmaids - Mark Wahlberg – The Other Guys - Robert Downey Jr. – Due Date - Aqua The Alien – Super 8 Choice Movie Liplock - Emma Watson und Daniel Radcliffe – Harry Potter und die Heiligtümer des Todes: Teil 1 - Kristen Stewart und Robert Pattinson – The Twilight Saga: Eclipse - Kristen Stewart und Taylor Lautner – The Twilight Saga: Eclipse - Alex Pettyfer und Vanessa Hudgens – Beastly - Mila Kunis und Natalie Portman – Black Swan Choice Movie Chemistry - Adam Sandler und Jennifer Aniston – Just Go With It - Will Ferrell und Mark Wahlberg – The Other Guys - Ed Helms, Zach Galifianakis und Bradley Cooper – The Hangover 2 - Die Super 8 Crew – Super 8 - The First Class – X-Men: First Class |

### Weitere
| Choice Red Carpet Fashion Icon: Female - Taylor Swift - Miley Cyrus - Vanessa Hudgens - Lady Gaga - Jennifer Lopez Choice Red Carpet Fashion Icon: Male - Zac Efron - Justin Bieber - Chris Colfer - Jaden Smith - Justin Timberlake Choice Male Hottie - Justin Bieber - Joe Jonas - Taylor Lautner - Robert Pattinson - Ian Somerhalder Choice Female Hottie - Selena Gomez - Nina Dobrev - Kim Kardashian - Minka Kelly - Mila Kunis Choice Vampire - Nina Dobrev - Robert Pattinson - Paul Wesley - Nikki Reed - Ian Somerhalder - Alexander Skarsgård | Choice Athlete: Male - Shaun White (Snowboarding/Skateboarding/Surfen) - Jon Jones (Mixed Martial Arts) - Dirk Nowitzki (Basketball) - Manny Pacquiao (Boxen) - Albert Pujols (Baseball) - José Aldo Jr (Mixed Martial Arts) - Lionel Messi (Futebol) Choice Athlete: Female - Shawn Johnson (Turnen) - Danica Patrick (Auto Racing) - Marija Scharapowa (Tennis) - Lindsey Vonn (Ski Racing) - Serena Williams (Tennis) Choice Comedian - Ellen DeGeneres - Jimmy Fallon - George Lopez - Andy Samberg - Daniel Tosh Choice Twit - Justin Bieber - Ellen DeGeneres - Ashton Kutcher - Demi Lovato - Homer Simpson |

Quelle: